# Амитивилль 4: Зло спасается
«Амитивилль 4: Зло спасается» (англ. Amityville 4: The Evil Escapes, также известен, как Ужас Амитивилля: Зло спасается) — американский сверхъестественный фильм ужасов 1989 года, снятый для телевидения по сценарию и режиссеру Сандора Стерна, с Пэтти Дьюк, Джейн Вятт и Фредриком Лене в главных ролях. Четвертый фильм, основанный на ужасах Амитивилля, премьера которого состоялась 12 мая 1989 года на канале NBC. Это был единственный сиквел Амитивилля, основанный на книге из основной серии книг Амитивилль: Возвращение ужаса должен был выйти в эфир на NBC, но фильм так и не был снят. В фильме никогда не объясняется, как дом снова цел, учитывая, что он взорвался в конце третьего фильма.
Четвертый фильм получил в основном негативные отзывы от критиков и зрителей. На А. В. Клубный веб-сайт Амитивилль 4 — это один из фильмов, перечисленных в статье «Ночь лампы-убийцы: 23 нелепых противника из фильмов ужасов». В статье говорится, что фильм пытается сделать одержимую лампу пугающей «гранью лагеря».

## Сюжет
Дождливой ночью шесть священников во главе с отцом Манфредом (Норман Ллойд) входят в печально известный дом ужасов Амитивилля и начинают его изгонять. Один из священников, отец Деннис Кибблер (Фредрик Лене), находится в спальне наверху и начинает благословлять ее, когда видит светящийся медный торшер. Когда он начинает петь, из розетки, через шнур и в лампу вырывается всплеск энергии. В большой круглой лампочке появляется демоническое лицо. Кибблер сбит с ног и теряет сознание.
Несколько дней спустя агентство недвижимости решает устроить дворовую распродажу, продав вещи предыдущих владельцев, оставшиеся в доме. Отец Манфред считает, что нечисть наконец ушла из дома. Тем временем на дворовой распродаже женщина по имени Хелен Ройс (Пегги Маккей) и ее подруга Рона (Глория Кромвель) просматривают товары, когда Хелен находит лампу. Всего за 100 долларов Хелен решает купить лампу в качестве подарка на день рождения своей сестре, объясняя это тем, что они с сестрой посылают друг другу довольно уродливые подарки в качестве давней шутки. Проверяя лампу, Хелен порезала палец медным кольцом вокруг лампочки. Не обращая внимания на порез на пальце, Хелен покупает лампу. В течение дня палец Хелен начинает заражаться и обесцвечиваться. Позже Хелен умирает от столбняка.
Неделю спустя лампа прибывает в дом сестры Хелен, Элис Ликок (Джейн Вятт), большой трехэтажный дом над пляжем в маленьком городке Данкотт, штат Калифорния. В тот день дочь Алисы, Нэнси Эванс (Пэтти Дьюк), и трое ее детей, Аманда (Зои Триллинг), Брайан (Арон Айзенберг) и младший ребенок, тихая, загадочная Джессика (Брэнди Голд), переезжают к Алисе. Как только они прибывают, Алиса решает открыть пакет с лампой. Нэнси считает лампу отвратительной, а Алисе она кажется интересной. Как только лампа включается, попугай Алисы, Фред, начинает сходить с ума, а ее кошка Пеппер царапает Аманду. В то время как остальная часть семьи почти не обращает внимания на лампу, Джессика, кажется, к ней притягивается.
Затем лампа начинает манипулировать электрическими устройствами в доме или совершать, казалось бы, невозможные действия, такие как убийство попугая и помещение его в тостер, включение мусоропровода в кухонной раковине, отсечение руки ученику электрика и акты вандализма. Комната Джессики.
Когда Нэнси вызывает сантехника, чтобы починить трубы, лампа убивает его, утопив в сточных водах, а затем заставляет его фургон уехать сам по себе, создавая впечатление, что он ушел. Джессику тянет к лампе, и она начинает верить, что внутри нее находится дух ее мертвого отца. Тем временем отец Кибблер, находясь у отца Манфреда, получает звонок от лампы, из-за которой из телефона идет дым, а динамик плавится. Обеспокоенный, он едет в Дэнкотт для расследования. Когда большая часть семьи отсутствует, Джессика очарована лампой, которая затем использует удлинитель, чтобы убить их экономку Пегги.
Полиция проводит расследование, но не находит тела сантехника. Отец Кибблер связывается с Нэнси и пытается убедить ее, что зло завладело предметом из дома Амитивилля. Они спешат домой только для того, чтобы обнаружить, что лампа использовала окно, чтобы нокаутировать Аманду, и промыла мозги Джессике, которая наносит удар отцу Кибблеру в плечо, в то время как удлинитель лампы пытается помешать ему изгнать его. Алиса спасает положение, схватив лампу и выбросив ее из окна, разбив ее о скалистый берег внизу. Фильм заканчивается тем, что семья думает, что их испытание закончилось, не понимая, что мертвый водопроводчик все еще находится в их доме. Камера показывает остатки лампы, показывая, что зло внутри теперь вселилось в кошку семьи.

## В ролях
- Патти Дьюк — Нэнси Эванс
- Джейн Уайетт — Элис Ликок
- Фредрик Лене — Отец Кибблер
- Лу Хэнкок — Пегги
- Бренди Голд — Джессика Эванс
- Зои Триллинг (под именем Жири Бэтцлер) — Аманда Эванс
- Арон Эйзенберг — Брайан Эванс
- Норман Ллойд — Отец Мэнфред
- Роберт Алан Браун — Дональд Мактир
- Глория Кроуелл — Рода
- Джеймс Стерн — Дэнни Рид
- Пегги МакКэй — Хэлен Ройс